# 华美银行集团
华美银行集团（NASDAQ：EWBC）华美银行集团为美国上市公司，股票代号EWBC在NASDAQ Global Select Market交易。其全资控股的子公司华美银行,现为全美以华裔为主要市场规模最大的商业银行，现有总资产494亿美元，在美国和大中华地区共有超过125处服务网络，美国市场主要分布于加州、乔治亚州、内华达州、纽约、麻萨诸塞州、德州以及华盛顿州；在大中华地区，华美银行在香港、上海、深圳和汕头都设有全方位服务的银行，在北京、重庆、厦门及广州亦设有办事处。